# St. Viktor und Corona (Unterzarnham)

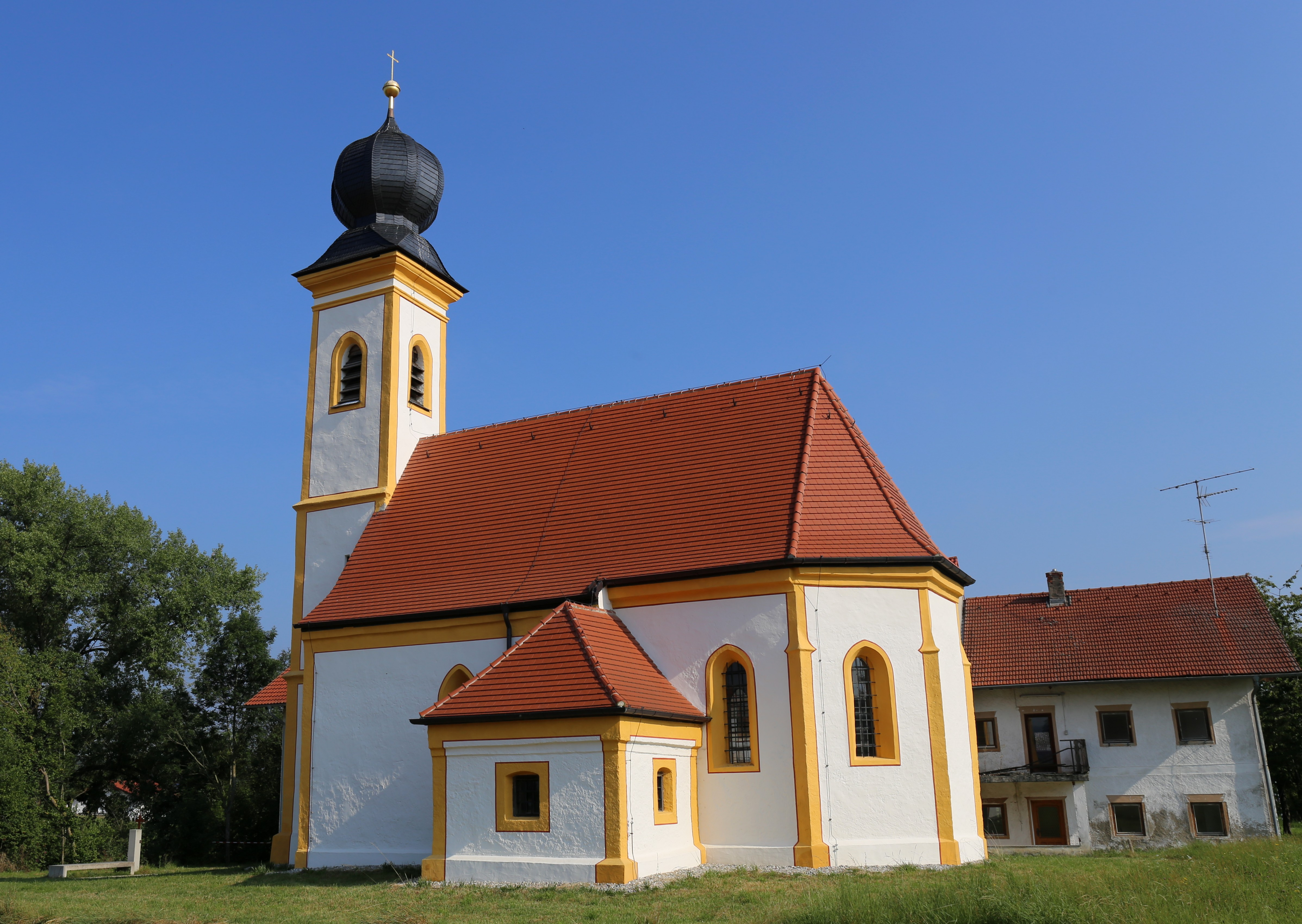
St. Viktor und Corona in Unterzarnham

Die römisch-katholische Filialkirche St. Viktor und Corona steht in Unterzarnham, einem Gemeindeteil von Unterreit im oberbayerischen Landkreis Mühldorf am Inn. Sie ist in der Liste der Baudenkmäler in Unterreit unter der Nr. D-1-83-147-45 eingetragen. Die Kirche gehört zum Dekanat Mühldorf im Erzbistum München und Freising.

## Beschreibung
Die spätgotische Saalkirche wurde in der zweiten Hälfte des 15. Jahrhunderts erbaut und 1755 barock umgestaltet. Sie besteht aus dem Langhaus, dem eingezogenen, dreiseitig geschlossenen Chor zu zwei Jochen im Osten, einer Sakristei an der Südwand des Chors und dem mit einer Zwiebelhaube bedeckten Kirchturm im Westen, dessen oberstes Geschoss den Glockenstuhl enthält. 
Das Langhaus ist mit einem Tonnengewölbe überspannt, der Chor mit einem Stichkappengewölbe. Die Deckenmalerei im Chor von 1755 wurde 1978 freigelegt. Das Retabel des Hochaltars wurde 1862 mit den Schutzpatronen St. Viktor und Corona bemalt.